# Charlieho andílci (film, 2000)
Charlieho andílci je akční filmová komedie z roku 2000. Sleduje příběh tří žen, Cameron Diaz, Drew Barrymoreové a Lucy Liu, pracujících pro soukromou detektivní agenturu. Předlohou filmu je stejnojmenná televizní série z konce 70. let 20. století, scénář pro potřeby filmu upravili Ryan Rowe, Ed Solomon a John August.
Pokračování bylo natočeno v roce 2003 pod názvem Charlieho andílci: Na plný pecky.

## Obsazení
| Cameron Diaz      | Natalie      |
| Drew Barrymoreová | Dylan        |
| Lucy Liu          | Alex         |
| John Forsythe     | Charlie      |
| Bill Murray       | Bosley       |
| Sam Rockwell      | Eric Knox    |
| Kelly Lynch       | Vivian Wood  |
| Tim Curry         | Roger Corwin |
| Crispin Glover    | Hubeňour     |
| Matt LeBlanc      | Jason        |
| Tom Green         | Chad         |
| Luke Wilson       | Pete         |